# 电话亭 (电影)
电话亭（西班牙語：La Cabina）是一部摄制于1972年的西班牙电视电影，片长35分钟。本片由安东尼奥·马赛罗导演，编剧为安东尼奥·马赛罗和何塞·路易斯·加尔奇，由何塞·路易斯·洛佩兹·瓦兹奎兹主演。短片讲述了一个男子无意中被困在广场上的一个电话亭中，无法逃脱，从无助、烦躁到绝望直至崩溃的过程。本片获得1973年的国际艾美奖。

## 内容
某公司在一个小广场上放置了一座电话亭，电话亭的门半开着。不久，一个中年男子带儿子去赶校车。把儿子送上车后，中年男子进电话亭想打个电话。正在此时，电话亭的门缓缓关上了。男子发现了电话实际上并未装好，就打算离开，却发现门打不开了。这时有两个上班的人路过，三个人里外共同用力却无济于事。越来越多的居民和行人都驻足于此，围观被困在电话亭的男子和大家试图打开门的努力。无论是健壮的男人、修理工还是警察，均无法打开电话亭。围观的人越来越多，被困住的中年男子眼见着人群对自己的好奇、讥笑，烦躁的坐了下来。最终消防员试图用重锤敲开电话亭的玻璃顶时，安置电话亭公司的卡车出现了。公司的工人们抬起里面还有人的电话亭放上卡车。围观的大量观众尾随其后向男子挥手告别。
卡车随即穿过整个城市，困在电话亭里的男子先是试图向路人呼救，但每个人都只是对他微笑并挥手作别。他见到了送葬的队伍，看到在棺材里的死者，心里变得更加绝望。最终卡车停在另一辆卡车旁边，另一个卡车同样载着一个里面困有男子的电话亭。两人试图沟通未果。不久他见到了一个玩球的孩子，他想起了自己抱着球去上学的孩子，想起了自己是如何误入电话亭，他只能和孩子挥手告别。之后他见到了直升飞机，竭力呼救希望能被飞机发现，结果却是一段旅程之后，直升飞机着陆，飞行员和他挥手告别。
卡车进入了一个黑暗的巨大的地下仓库，此时配乐变为快节奏的合唱。电话亭被一个巨大的磁铁吸到空中，之后卡车离开。电话亭顺着传送带在仓库中运动，男子才发现这个仓库里堆满了制式一致的电话亭，电话亭中都是已经成为木乃伊的尸体。男子最后看到，旁边的电话亭里正是自己在路上遇到的那个人，那人用毫无用处的电话线勒死了自己。中年男子崩溃了，绝望地瘫倒了。影片以一个电话亭重新被放到广场上，工人们把门打开一半结束。